# Campocolinus
Campocolinus és un gènere d'ocells de la família dels fasiànids (Fasianidae) que habita la regió afrotròpica.

## Taxonomia
Es tracta d'un gènere recentment descrit
que inclou tres espècies adés incloses al gènere Peliperdix però que diversos estudis filogenètics han demostrat que no pertanyen al mateix clade:
- Campocolinus schlegelii - Francolí de Schlegel.
- Campocolinus coqui - francolí coqui.
- Campocolinus albogularis - francolí gorjablanc.